# Grand Prix automobile de Saint-Sébastien 1930

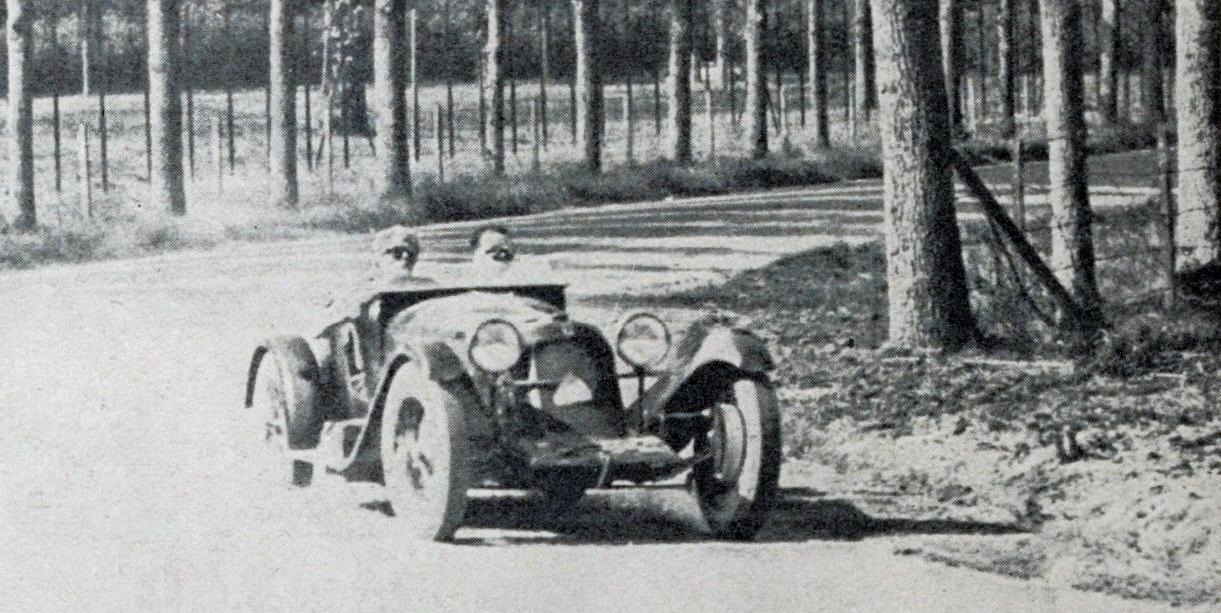
Achille Varzi, vainqueur du Grand Prix de Saint-Sébastien 1930 sur une Maserati 2.5L.

Le Grand Prix automobile de Saint-Sébastien 1930 (également appelé Grand Prix d'Espagne) est un Grand Prix qui s'est tenu sur le circuit de Lasarte le 5 octobre 1930.

## Classement de la course
| Pos. | no | Pilote                           | Écurie                    | Châssis            | Tours | Temps/Abandon               | Grille |
| ---- | -- | -------------------------------- | ------------------------- | ------------------ | ----- | --------------------------- | ------ |
| 1    | 8  | Achille Varzi                    | Officine Alfieri Maserati | Maserati Tipo 26 M | 30    | 3 h 43 min 5 s              | 6      |
| 2    | 12 | Aymo Maggi                       | Officine Alfieri Maserati | Maserati Tipo 26 M | 30    | + 21 min 58 s               | 9      |
| 3    | 2  | Henri Stoffel                    | Privée                    | Peugeot Type 174S  | 30    | + 25 min 43 s               | 2      |
| 4    | 7  | René Ferrand                     | Privée                    | Peugeot Type 174S  | 30    | + 27 min 25 s               | 5      |
| 5    | 22 | Max Fourny                       | Privée                    | Bugatti Type 35C   | 30    | + 30 min 53 s               | 15     |
| 6    | 10 | Jean de Maleplane                | Privée                    | Bugatti Type 35C   | 30    | + 32 min 41 s               | 8      |
| 7    | 1  | Arrigo Sartorio Filippo Sartorio | Privée                    | Maserati Tipo 26 R | 30    | + 35 min 23 s               | 1      |
| 8    | 5  | Ferdinand Montier                | Privée                    | Montier Special    | 26    | + 4 tours                   | 4      |
| Abd. | 15 | René Dreyfus                     | Privée                    | Bugatti Type 35B   | 25    | Accident ou panne d'essence | 11     |
| Abd. | 19 | Juan Zanelli                     | Privée                    | Bugatti Type 35B   | 24    | Accident                    | 13     |
| Abd. | 14 | Marcel Lehoux                    | Privée                    | Bugatti Type 35B   | 21    | Transmission                | 10     |
| Abd. | 18 | Jean de l'Espée                  | Privée                    | Bugatti Type 35C   | 17    | Moteur                      | 12     |
| Abd. | 20 | Cor John van Hulzen              | Privée                    | Bugatti Type 35B   | 15    | Accident et incendie        | 14     |
| Abd. | 4  | Philippe Étancelin               | Privée                    | Bugatti Type 35C   | 10    | Accident                    | 3      |
| Abd. | 9  | Charles Montier                  | Privée                    | Montier Special    | 8     |                             | 7      |

- Légende: Abd.=Abandon.

## Pole position et record du tour
- Pole position :  Filippo Sartorio (Maserati) par tirage au sort.
- Record du tour :  Achille Varzi (Maserati) en 7 min 5 s 3 (vitesse moyenne : 146,6 km/h).